# Kyoto Animation
Kyoto Animation (株式会社京都アニメーション, Kabushiki gaisha Kyōto Animēshon), souvent abrégé en KyoAni (京アニ), est un studio d'animation japonaise situé à Uji, dans la préfecture de Kyoto.
Établie en 1981 par Yōko Hatta, le studio est longtemps cantonné à des travaux de sous-traitance ou à des coproductions avec d'autres studios. Ce n'est qu'en 2003 avec Munto (en) que Kyoto Animation commence à produire ses propres travaux.
Le studio a gagné en notoriété grâce à ses adaptations des visual novel de Key, puis avec la série La Mélancolie de Haruhi Suzumiya, élue meilleure série 2006 au festival d'animation de Kobe.

## Histoire

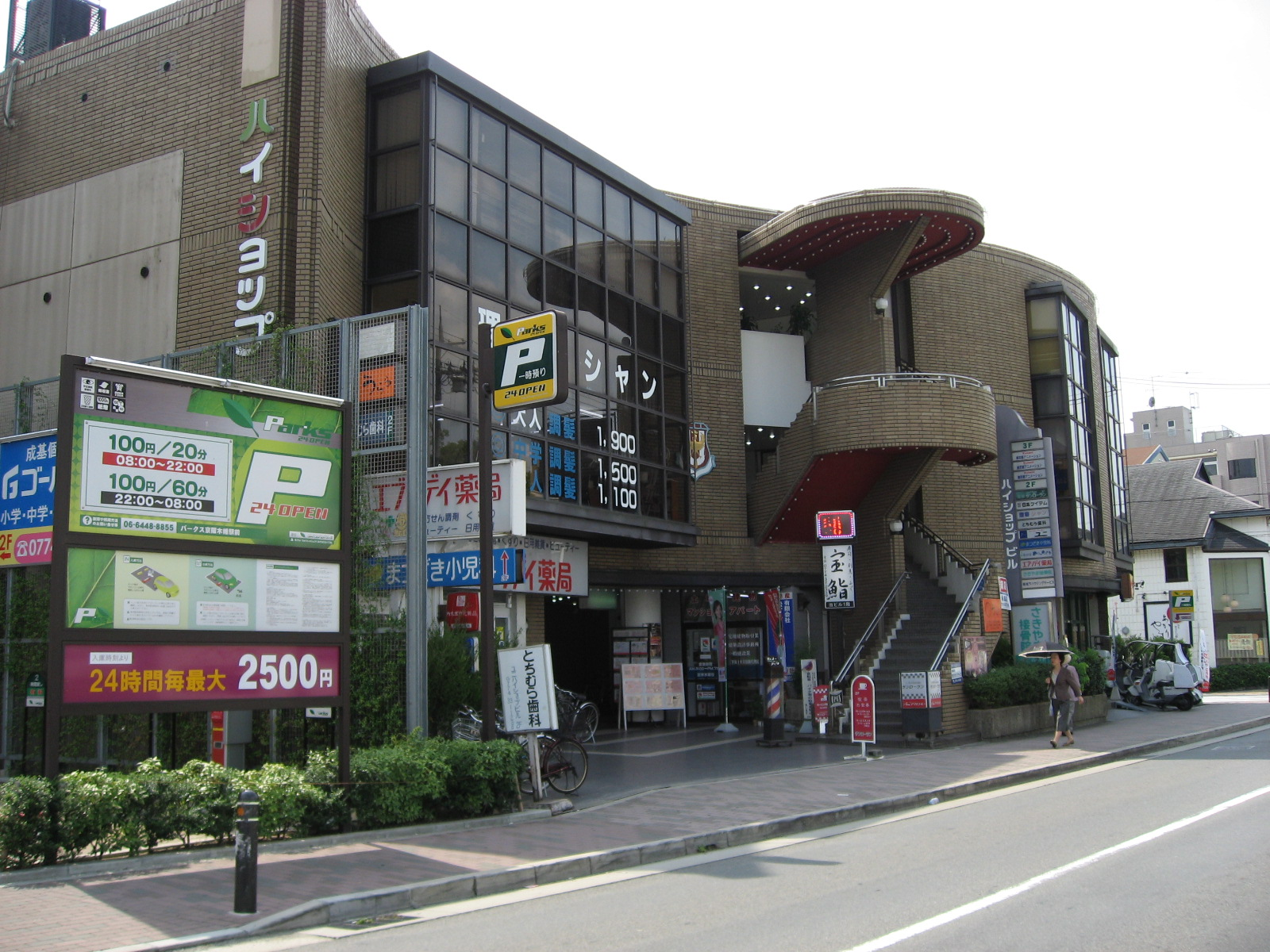
Studio 2 de Kyoto Animation dans la ville de Uji (préfecture de Kyoto).

### Sous-traitance et coproductions
Après avoir travaillé chez Mushi Production, Tatsunoko et Sunrise, Yōko Hatta se voit dans l'obligation en 1981 de déménager à Uji, dans la banlieue de Kyoto, afin de rejoindre son mari, Hideaki Hatta.
Elle crée alors son propre studio en 1981, Kyoto Anime Studio (京都アニメスタジオ) qu'elle renomme vite en Kyoto Animation (京都アニメーション). En 1985, Yōko donne une structure légale au studio sous les conseils de son mari Hideaki qui prend par la même occasion la présidence. À cette époque, le studio s'occupe uniquement de retouche post-production et travaille pour des studios comme Shin-Ei Animation (les films Doraemon), Pierrot (Lamu, Emi Magique) et Tatsunoko (Ippatsu-man, Itadakiman, Mospeada).
En 1986, le studio élargit ses activités en créant une section animation puis plus tard une section création des décors. De la fin des années 1980 à la fin des années 1990, Kyoto animation élargit également son nombre de clients en travaillant pour des studios comme Sunrise (Haou Taikei Ryū Knight, Brain Powerd), Ghibli (Kiki la petite sorcière, Porco Rosso) et OLM (Pokémon, To Heart) tout en restant fidèle à Pierrot (Osomatsu-kun, Aka-chan to boku) et Tatsunoko (Irresponsable capitaine Tylor, Cendrillon).
En 1998, le studio signe sa première coproduction, Fancy Lala, avec le studio Pierrot. S'ensuivent plusieurs coproductions avec d'autres studios comme Sunrise (Inu-Yasha), Tatsunoko (Nurse Witch Komugi) et Gonzo (Kiddy Grade).
Afin de soutenir l'accroissement de travail que nécessite une coproduction, le studio change sa forme juridique en 1999 devenant une Kabushiki gaisha et crée le 7 avril 2000 une filiale, Animation Do (アニメーションドゥウ, Animēshon Dō), basée à Ōsaka. Le 16 septembre 2020, il est annoncé que juridiquement Animation Do est absorbé par Kyoto Animation et n'aura plus d'existence légale en tant que société.

### Créations originales
En 2003, le studio ne prend plus de nouveau contrat de sous-traitance (qu'il délègue à sa filiale Animation Do) et commence à produire ses propres travaux. En mars 2003 sort Munto (en), un OVA de 58 minutes entièrement produit par le studio qui connaitra une suite en 2005. À la fin de l'année 2003, le studio participe à la production de Full metal panic? Fumoffu dont la direction est confiée à un membre du studio, Yasuhiro Takemoto.
En 2005, le studio se voit confier l'adaptation du visual novel Air, conçu par Key. Cette série de 13 épisodes réalisée par Tatsuya Ishihara reçoit un bon accueil de la critique.
Mais c'est surtout en 2006 que le studio gagne en notoriété avec La Mélancolie de Haruhi Suzumiya. Cette série devient très vite populaire autant au Japon qu'en Occident et gagne de nombreux prix comme le prix de la meilleure série 2006 au festival d'animation de Kobe.

### Incendie criminel de juillet 2019

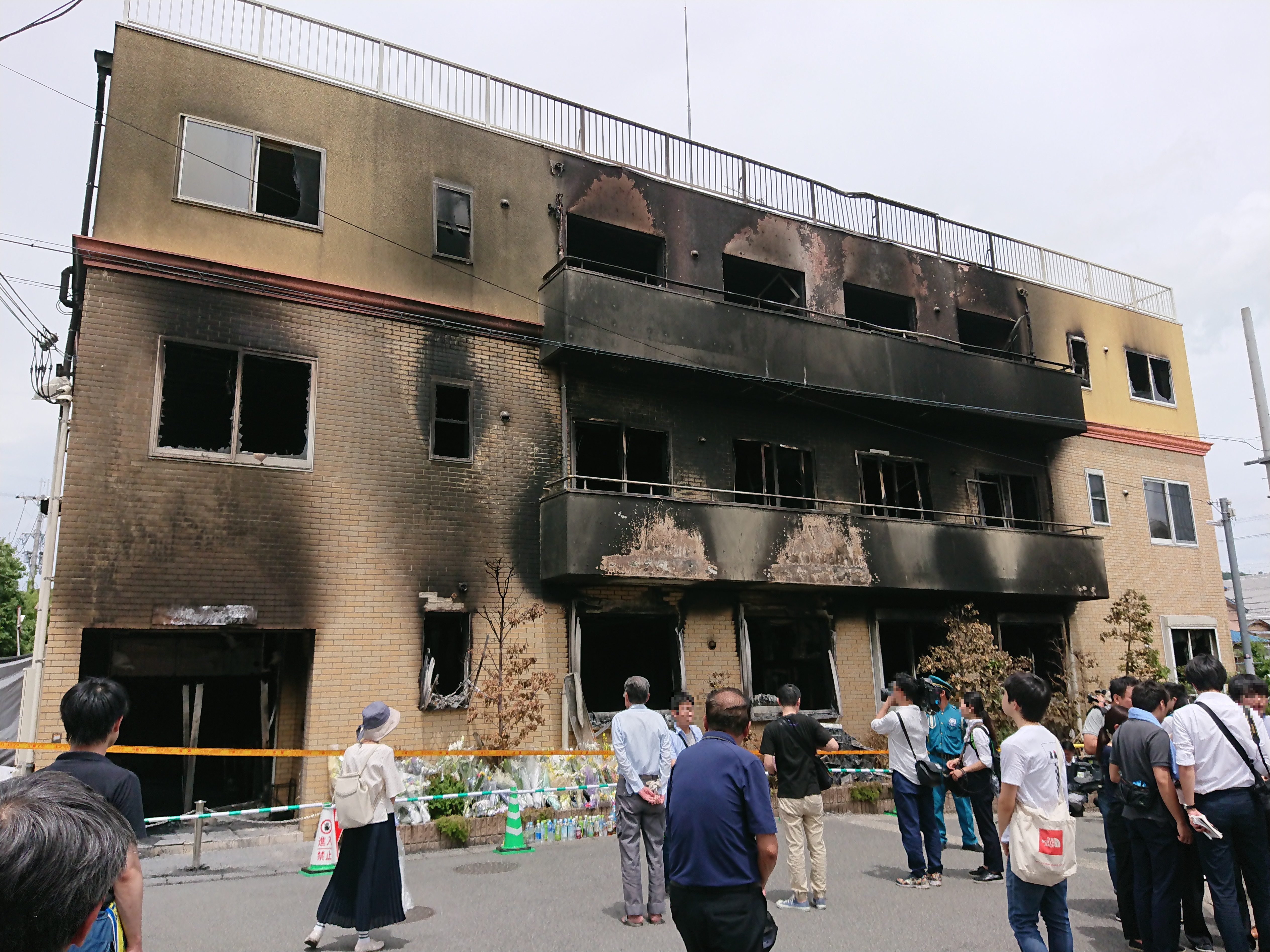
Le Studio 1 de Kyoto Animation après l'incendie criminel de 2019.

Le 18 juillet 2019 vers 10 h 30 JST, un incendie se déclare dans le studio 1 de Kyoto Animation. Il aurait été causé par un homme de 41 ans qui aurait versé de l'essence à l'intérieur, qui aurait ensuite reconnu avoir commis l'incendie criminel,. Près de 70 personnes étaient présentes dans le bâtiment au moment de l'incendie, au moins 35 personnes sont mortes et 34 autres ont été blessées (dont l'auteur présumé de l'incendie), nécessitant des soins dans les hôpitaux locaux,,,,. Une des blessées décède le 4 octobre 2019, portant le bilan à 36 morts.

## Production

### Séries télévisées
| Année   | Titre                                               | Dates de 1re diffusion | Dates de 1re diffusion | Nb. éps.   | Notes |
| Année   | Titre                                               | Début                  | Fin                    | Nb. éps.   | Notes |
| ------- | --------------------------------------------------- | ---------------------- | ---------------------- | ---------- | --- |
| 2003    | Full Metal Panic? Fumoffu                           | 27 août 2003           | 29 novembre 2003       | 12         | Basée sur les petites histoires présentes dans la série de light novel écrite par Shōji Gatō et illustrée par Shikidōji ; suite de l'adaptation produite par Gonzo en 2002. |
| 2005    | Air                                                 | 6 janvier 2005         | 31 mars 2005           | 13         | Adaptation d'un visual novel de Key. |
| 2005    | Full Metal Panic! The Second Raid                   | 14 juillet 2005        | 20 octobre 2005        | 13         | Suite de Full Metal Panic!. |
| 2006    | La Mélancolie de Haruhi Suzumiya                    | 3 avril 2006           | 3 juillet 2006         | 14         | Basée sur la série de light novel écrite par Nagaru Tanigawa et illustrée par Noizi Itō.                                                                                    |
| 2006    | Kanon                                               | 5 octobre 2006         | 15 mars 2007           | 24         | Seconde adaptation du visual novel éponyme de Key ; la première étant produite par Toei Animation en 2002.                                                                  |
| 2007    | Lucky☆Star                                          | 9 avril 2007           | 17 septembre 2007      | 24         | Basée sur le manga de Kagami Yoshimizu. |
| 2007    | Clannad                                             | 4 octobre 2007         | 27 mars 2008           | 23         | Adaptation d'un visual novel de Key. |
| 2008    | Clannad After Story                                 | 2 octobre 2008         | 26 mars 2009           | 24         | Suite de Clannad. |
| 2009    | Sora o miageru shōjo no hitomi ni utsuru sekai (en) | 13 janvier 2009        | 10 mars 2009           | 9          | Remake et suite des OAV Munto (en). |
| 2009    | K-ON!                                               | 2 avril 2009           | 25 juin 2009           | 13         | Basée sur le manga de Kakifly. |
| 2009    | La Mélancolie de Haruhi Suzumiya - Saison 2         | 3 avril 2009           | 9 octobre 2009         | 28         | Rediffusion de La Mélancolie de Haruhi Suzumiya avec de nouveaux épisodes.                                                                                                  |
| 2010    | K-ON!!                                              | 6 avril 2010           | 28 septembre 2010      | 26         | Suite de K-ON!. |
| 2011    | Nichijō                                             | 2 avril 2011           | 24 septembre 2011      | 26         | Basée sur le manga de Keiichi Arawi. |
| 2012    | Hyōka                                               | 22 avril 2012          | 16 septembre 2012      | 22         | Basée sur les romans de Honobu Yonezawa. |
| 2012    | Love, Chunibyo and Other Delusions!                 | 3 octobre 2012         | 19 décembre 2012       | 12         | Basée sur la série de light novel écrite par Torako et illustrée par Nozomi Ōsaka.                                                                                          |
| 2013    | Tamako Market                                       | 10 janvier 2013        | 28 mars 2013           | 12         | Une histoire originale de l'équipe qui a travaillé sur K-ON!. |
| 2013    | Free! - Iwatobi Swim Club                           | 4 juillet 2013         | 26 septembre 2013      | 12         | Suite du light novel High☆Speed! écrite par Kōji Ōji et illustrée par Futoshi Nishiya ; collaboration avec Animation Do.                                                    |
| 2013    | Beyond the Boundary                                 | 3 octobre 2013         | 20 décembre 2013       | 12         | Basée sur la série de light novel écrite par Nagomu Torii et illustrée par Tomoyo Kamoi.                                                                                    |
| 2014    | Love, Chunibyo and Other Delusions! Ren             | 8 janvier 2014         | 26 mars 2014           | 12         | Suite de Love, Chunibyo & Other Delusions. |
| 2014    | Free! Eternal Summer                                | 3 juillet 2014         | 25 septembre 2014      | 13         | Suite de Free! ; collaboration avec Animation Do. |
| 2014    | Amagi Brilliant Park                                | 7 octobre 2014         | 26 décembre 2014       | 13         | Basée sur la série de light novel écrite par Shōji Gatō et illustrée par Yuka Nakajima.                                                                                     |
| 2015    | Sound! Euphonium                                    | 7 avril 2015           | 1er juillet 2015       | 13         | Basée sur la série de romans écrite par Ayano Takeda. |
| 2016    | Myriad Colors Phantom World (en)                    | 7 janvier 2016         | 31 mars 2016           | 13         | Adaptation du roman de Sōichirō Hatano. |
| 2016    | Sound! Euphonium 2                                  | 6 octobre 2016         | 29 décembre 2016       | 13         | Suite de Sound! Euphonium. |
| 2017    | Miss Kobayashi's Dragon Maid                        | 12 janvier 2017        | 6 avril 2017           | 13         | Adaptation du manga de Coolkyoushinja. |
| 2018    | Violet Evergarden                                   | 11 janvier 2018        | 5 avril 2018           | 13         | Basée sur le light novel écrit par Kana Akatsuki et illustré par Akiko Takase.                                                                                              |
| 2018    | Free! Dive to the Future                            | 12 juillet 2018        | 27 septembre 2018      | 12         | Suite de Free! Eternal Summer ; collaboration avec Animation Do. |
| 2018    | Tsurune (en)                                        | 22 octobre 2018        | 21 janvier 2019        | 13         | Basée sur la série de light novel écrite par Kotoko Ayano et illustrée par Chinatsu Morimoto.                                                                               |
| 2021    | Miss Kobayashi's Dragon Maid S                      | 7 juillet 2021         | 23 septembre 2021      | 12         | Suite de Miss Kobayashi's Dragon Maid. |
| 2023    | Tsurune - The linking shot (en)                     | 5 janvier 2023         | 30 mars 2023           | 13         | Suite de Tsurune. |
| 2024    | Sound! Euphonium 3                                  | 7 avril 2024           | 30 juin 2024           | 13         | Suite de Sound! Euphonium. |
| 2025    | CITY THE ANIMATION                                  | 6 juillet 2025         | À venir                | 13         | Basée sur le manga de Keiichi Arawi. |
| À venir | 20-seiki denki mokuroku (en)                        | À venir                | À venir                | À annoncer | Basée sur le light novel écrit par Hiroshi Yūki et illustré par Kazumi Ikeda.                                                                                               |

### OVA et films
| Année | Titre                                                               | Format | Nombre         | Références |
| ----- | ------------------------------------------------------------------- | ------ | -------------- | ---------- |
| 2003  | Munto (en)                                                          | OVA    | 1 × 52 minutes | [ Note 1 ] |
| 2005  | Air in Summer                                                       | OVA    |                | [ Note 2 ] |
| 2005  | Munto 2: Beyond the Walls of Time (en)                              | OVA    | 1 × 58 minutes |            |
| 2008  | Lucky☆Star OVA                                                      | OVA    |                |            |
| 2009  | Tenjōbito to akutobito saigo no tatakai (en)                        | Film   |                | [ Note 3 ] |
| 2010  | La Disparition de Haruhi Suzumiya                                   | Film   |                |            |
| 2011  | K-ON!, le film                                                      | Film   |                |            |
| 2014  | Tamako Love Story                                                   | Film   |                |            |
| 2015  | Beyond the Boundary I'll Be Here: Kako-hen                          | Film   |                |            |
| 2015  | Beyond the Boundary I'll Be Here: Mirai-hen                         | Film   |                |            |
| 2015  | Free! Eternal Summer                                                | OAV    | 1 x 25 minutes |            |
| 2015  | Sound! Euphonium                                                    | OAV    | 24 minutes     |            |
| 2015  | High Speed! - Free! Starting Days                                   | Film   |                |            |
| 2016  | A Silent Voice                                                      | Film   |                |            |
| 2017  | Free! Timeless Medley - the Bond                                    | Film   |                |            |
| 2017  | Free! Timeless Medley - the Promise                                 | Film   |                |            |
| 2017  | Free! Take Your Marks                                               | Film   |                |            |
| 2017  | Baja's Studio                                                       | OAV    | 21 minutes     |            |
| 2018  | Love, Chunibyo and Other Delusions!: Take On Me                     | Film   |                |            |
| 2018  | Violet Evergarden                                                   | OAV    | 34 minutes     |            |
| 2018  | Liz & l'oiseau bleu                                                 | Film   |                |            |
| 2018  | Free! Dive to the Future                                            | OAV    | 1 x 24 minutes |            |
| 2019  | Tsurune                                                             | OAV    | 1 x 24 minutes |            |
| 2019  | Sound! Euphonium the Movie: Oath's Finale                           | Film   |                |            |
| 2019  | Free! Road to the world - the Dream                                 | Film   |                |            |
| 2019  | Violet Evergarden : Éternité et la Poupée de souvenirs automatiques | Film   |                |            |
| 2019  | Baja's Studio - Baja and the sea                                    | OAV    | 28 minutes     |            |
| 2020  | Violet Evergarden the Movie                                         | Film   |                |            |
| 2021  | Free!–the Final Stroke– (Partie 1)                                  | Film   | ,              |            |
| 2022  | Free!–the Final Stroke– (Partie 2)                                  | Film   |                |            |
| 2022  | Tsurune: The Movie – The First Shot                                 | Film   | [ 20 ]         |            |
| 2023  | Sound! Euphonium: Ensemble Contest Arc                              | OAV    |                |            |
| 2025  | Miss Kobayashi’s Dragon Maid: A Lonely Dragon Wants to Be Loved     | Film   |                |            |

## Personnalités ayant travaillé chez Kyoto Animation
- Yōko Hatta : productrice (Munto, Full Metal Panic? Fumoffu, Air, Full Metal Panic! The Second Raid, La Mélancolie d'Haruhi Suzumiya, Kanon, Clannad)[21]
- Yasuhiro Takemoto : réalisateur (Full Metal Panic? Fumoffu, Full Metal Panic! The Second Raid, Lucky Star (5 à 24))[22]
- Tatsuya Ishihara : réalisateur (Air, Kanon, La Mélancolie d'Haruhi Suzumiya, Clannad, Sound! Euphonium)[23]
- Fumihiko Shimo : scénariste (Air, Kanon, Clannad)[24]
- Naoko Yamada : réalisatrice (K-On!, Tamako Market, Silent Voice, Liz&l'oiseau bleu)[25]